# One (bài hát của U2)
"One" là ca khúc của ban nhạc rock người Ireland, U2. Đây là ca khúc thứ 3 trong album Achtung Baby (1991), sau đó trở thành đĩa đơn thứ ba của album này vào tháng 2 năm 1992. Khi thu âm tại phòng thu Hansa tại thành phố Berlin, tranh cãi đã xảy ra giữa các thành viên về hiệu ứng âm thanh và chất lượng kỹ thuật. Thậm chí nguy cơ tan rã đã cận kệ cho tới khi họ cùng nhau chơi thử ca khúc này. "One" được Bono sáng tác từ đoạn rải hợp âm mà tay guitar The Edge chơi thử trong phòng thu, lấy cảm hứng từ về mối quan hệ giữa các thành viên và sự kiện Tái thống nhất nước Đức. Cho dù bản thân ban nhạc luôn nhấn mạnh rằng ca từ có nội dung nói về việc "hợp nhất", song thực tế ca khúc vẫn thường được hiểu theo nhiều nghĩa khác.
Đĩa đơn "One" được phát hành với mục đích từ thiện nhằm gây quỹ nghiên cứu phòng chống HIV/AIDS. Ca khúc đạt vị trí quán quân tại Irish Singles Chart, cũng như Billboard Album Rock Tracks và Modern Rock Tracks, vị trí số 7 tại UK Singles Chart và số 10 tại Billboard Hot 100. Để quảng bá cho dự án này, ban nhạc cũng đã quay rất nhiều video âm nhạc, và họ chỉ hài lòng và phát hành video thứ 3 thực hiện.
Ca khúc nhận được rất nhiều phản hồi tích cực, và được nhiều nguồn khác nhau công nhận là một trong những ca khúc xuất sắc nhất mọi thời đại. U2 thường xuyên hát "One" tại mọi buổi trình diễn trực tiếp của họ từ năm 1992, và ca khúc cũng xuất hiện trong nhiều bộ phim tài liệu về ban nhạc. Trong các buổi diễn, "One" thường được U2 lựa chọn để nhấn mạnh cho những hoạt động bảo vệ nhân quyền và công lý, và ca khúc chính là tên của tổ chức từ thiện của Bono, ONE Campaign. Năm 2005, U2 thu âm lại ca khúc này cùng Mary J. Blige cho album The Breakthrough của cô theo phong cách R&B.

## Danh sách ca khúc
Một số ấn bản đĩa đơn có theo kèm remix ca khúc "Satellite of Love" hoặc cả hai ca khúc "Satellite of Love" và "Night and Day".
| STT | Nhan đề                              | Phổ lời     | Phổ nhạc | Sản xuất                | Thời lượng |
| --- | ------------------------------------ | ----------- | -------- | ----------------------- | ---------- |
| 1.  | "One"                                | Bono        | U2       | Daniel Lanois Brian Eno | 4:36       |
| 2.  | "Lady with the Spinning Head (UV1)"  | Bono        | U2       | Paul Barrett            | 3:54       |
| 3.  | "Satellite of Love"                  | Lou Reed    | Reed     | The Edge và Barrett     | 4:00       |
| 4.  | "Night and Day" (Steel String remix) | Cole Porter | Porter   | The Edge và Barrett     | 7:00       |

## Thành phần tham gia sản xuất
| U2 - Bono – hát. - The Edge – guitar. - Adam Clayton – bass. - Larry Mullen Jr. – trống, định âm. Nghệ sĩ khác - Brian Eno – keyboard hỗ trợ. - Daniel Lanois – guitar hỗ trợ | Kỹ thuật - Sản xuất – Daniel Lanois và Brian Eno. - Kỹ thuật viên âm thanh – Flood, Robbie Adams. - Kỹ thuật viên âm thanh hỗ trợ – Shannon Strong. - Chỉnh âm – Flood, Shannon Strong |

## Bảng xếp hạng
| Bảng xếp hạng (1992)                  | Vị trí cao nhất |
| ------------------------------------- | --------------- |
| Australian ARIA Singles Chart         | 4               |
| Canada Top Singles (RPM)              | 1               |
| Dutch Mega Top 100                    | 12              |
| French SNEP Singles Chart             | 13              |
| Irish Singles Chart                   | 1               |
| New Zealand Singles Chart             | 3               |
| Swiss Singles Top 100                 | 25              |
| Anh Quốc (OCC)                        | 7               |
| Hoa Kỳ Billboard Hot 100              | 10              |
| Hoa Kỳ Adult Contemporary (Billboard) | 24              |
| Hoa Kỳ Alternative Songs (Billboard)  | 1               |
| Hoa Kỳ Mainstream Rock (Billboard)    | 1               |

| Xếp hạng cuối năm (1992)      | Vị trí |
| ----------------------------- | ------ |
| Australian ARIA Singles Chart | 91     |
| US Billboard Hot 100          | 60     |

| Bảng xếp hạng (2015)            | Vị trí cao nhất |
| ------------------------------- | --------------- |
| Ba Lan (Polish Airplay Top 100) | 97              |

| Bảng xếp hạng (2006)                       | Vị trí cao nhất |
| ------------------------------------------ | --------------- |
| Austrian Singles Chart                     | 1               |
| Belgian (Flanders) Singles Chart           | 6               |
| Belgian (Wallonia) Singles Chart           | 10              |
| Czech IFPI Chart                           | 28              |
| Danish Singles Chart                       | 7               |
| Dutch Singles Chart                        | 2               |
| Eurochart Hot 100                          | 3               |
| French SNEP Singles Chart                  | 35              |
| German Singles Chart                       | 6               |
| Irish Singles Chart                        | 2               |
| Italian Singles Chart                      | 2               |
| Norwegian Singles Chart                    | 1               |
| Swedish Singles Chart                      | 27              |
| UK Singles Chart                           | 2               |
| US Billboard Hot 100                       | 86              |
| US Billboard Hot Adult Contemporary Tracks | 36              |
| US Billboard Pop 100                       | 64              |